# Ceglusa polita
Ceglusa polita är en spindelart som beskrevs av Tord Tamerlan Teodor Thorell 1895. Ceglusa polita ingår i släktet Ceglusa och familjen hoppspindlar. Inga underarter finns listade i Catalogue of Life.